# Sinistra Unitaria Europea
La Sinistra Unitaria Europea (in francese: Gauche Unitaire Européenne - GUE; in inglese: European United Left - EUL) è stato un gruppo politico al Parlamento europeo attivo tra il 1989 al 1993 e tra il 1994 e il 1995. Il capogruppo era Luigi Alberto Colajanni, esponente del PCI. 
Il gruppo si costituì a seguito delle elezioni europee del 1989 e comprendeva 28 membri. Ad esso aderirono:
- Partito Comunista Italiano, con 22 membri;
- Sinistra Unita, spagnola, con 4 membri;
- Partito Popolare Socialista, danese, con un membro;
- Sinistra Greca, con un membro.

In precedenza, tali formazioni aderivano al Gruppo Comunista. Dopo le elezioni del 1989, la mancata costituzione del gruppo comunista lasciò il posto a due diversi gruppi parlamentari, ossia il gruppo della Sinistra Unitaria Europea e quello della Coalizione delle Sinistre.
Il gruppo si dissolse nel 1993, dopo lo scioglimento, avvenuto nel 1991, del Partito Comunista Italiano: i parlamentari che aderirono al Partito Democratico della Sinistra si iscrissero al Gruppo Socialista; gli altri componenti del gruppo confluirono tra i non iscritti.
Dopo le elezioni europee del 1994 il gruppo si ricostituì e nel 1995 inglobò le formazioni già iscritte al gruppo della Coalizione delle Sinistre ed assunse la denominazione di Sinistra Unitaria Europea/Sinistra Verde Nordica.